# Лагидное (Харьковская область)
Ла́гидное (укр. Лагідне), либо Ла́сковое (до 2016 года — Жовтне́вое) — посёлок, Конненский сельский совет, Лозовский район, Харьковская область, Украина.
Код КОАТУУ — 6323982103. Население по переписи 2001 года составляет 94 (52/42 м/ж) человека.

## Географическое положение
Поселок находится на расстоянии в 5 км от места впадения в реку Бри́тай реки Пе́пельная.
На расстоянии в 2 км расположен посёлок Ко́нное Лозовского района.
По посёлку протекает пересыхающий ручей с запрудой.

## История
- 1901 — дата основания.
- После ВОСР посёлок был переименован в Октябрьское (укр. Жовтневое).
- 4 февраля 2016 года название посёлка было «декоммунизировано»[4][5] ВРУ и ему дали название Ласковое[2][6][7][8] (укр. Лагiдне).

## Экономика
- При СССР в селе была молочно-товарная ферма.